# سد ساحلی اسکاربرو
سد ساحلی اسکاربرو (به لاتین: Scarborough Shoal) یک سد ساحلی در دریای جنوبی چین است که در مابین جزیره لوزون و آب‌سنگ حلقوی Macclesfield Bank واقع شده‌است و مورد مناقشه و اختلاف چین، تایوان و فیلیپین است.

## خصوصیات
سد ساحلی اسکاربرو ۰ نفر جمعیت دارد.